# Hwang Sok-yong

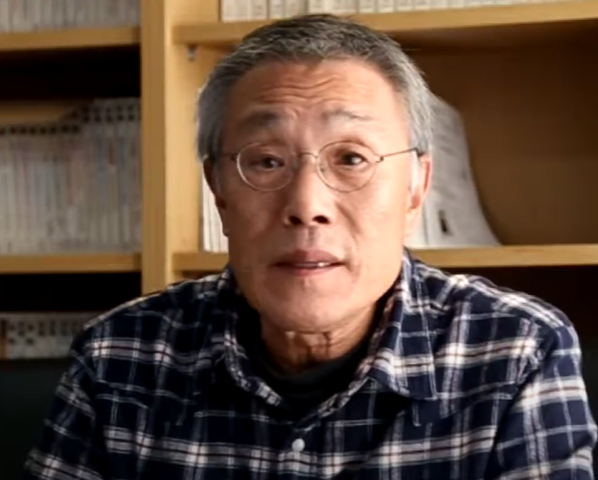
Hwang Sok-yong, 2014

Hwang Sok-yong (* 4. Januar 1943 in Xinjing, damaliges Mandschukuo, heutige Volksrepublik China) ist einer der bekanntesten Autoren Südkoreas und zugleich einer derjenigen, die sich realistisch und kritisch mit der Vergangenheit und sozialen Wirklichkeit Südkoreas befassen. Er hat den Koreakrieg erlebt und war als Soldat im Vietnamkrieg im Einsatz. Zentrales Thema seiner Texte ist der Konflikt zwischen Tradition und Moderne.

## Leben
Hwang Sok-yong wurde am 4. Januar 1943 in Xinjing (heute Changchun), der Hauptstadt Mandschukuos geboren. Schon als Schüler schrieb er erste Erzählungen. Er schloss ein Philosophiestudium an der Dongguk University ab. Seine schriftstellerische Karriere begann erst nach der Rückkehr aus dem Vietnamkrieg 1969, in dem er auf amerikanischer Seite gekämpft hatte. Hwang Sok-yong engagierte sich in den 1970er und 80er Jahren aktiv in der Demokratiebewegung und im Kampf für die Rechte der Arbeiter und erlebte 1980 am eigenen Leib die brutale Gewalt der Militärs beim Gwangju-Aufstand. In dieser Zeit entstanden seine Romane Der fremde Ort (1976), Die Geschichte des Herrn Han (1972) und Der Weg nach Samp'o (2000), die sich besonders mit der Frage der Arbeiterbewegung, aber auch der Teilung Koreas beschäftigten. 1985 formuliert er ein Manifest der Demokratiebewegung und veröffentlichte seinen Roman Die Schatten der Waffen, der sich kritisch mit dem koreanischen Engagement im Vietnamkrieg auseinandersetzt.
Nach seiner Teilnahme an einem Schriftstellertreffen in Nordkorea lebte Hwang von 1989 an vorübergehend in Berlin und New York, bis er 1993 nach Seoul zurückkehrte, wo er wegen seiner Besuche in Nordkorea zu sieben Jahren Haft verurteilt wurde. Nach fünf Jahren Gefängnis wurde er 1998 von dem neugewählten Präsidenten Kim Dae-jung begnadigt und zum südkoreanischen Kulturbotschafter in Nordkorea ernannt. Nach seiner Freilassung publizierte er die Romane Der ferne Garten (2000) und Der Gast (2001), der die historischen Wurzeln des Krieges und der koreanischen Krise reflektiert, die er als einen Zustand der Heimatlosigkeit beschrieb.

## Werke
- Erzählungen (1962)
- Die Geschichte des Herrn Han (1970)
- 한씨연대기 (1972)
  - deutsche Übersetzung von Oh Dong-sik: Die Geschichte des Herrn Han, München: dtv (2005) ISBN 978-3-423-24488-6
- 북망, 멀고도 고적한 곳 Pungmang - weiter, altehrwürdiger Ort (1975)
- 장길산 Changgilsan (1976)
- 무기의 그늘 Die Schatten der Waffen
  - französische Übersetzung von Lim Yeong-hee, Françoise Nagel, Marc Tardieu: L'Ombre des armes, Zulma; Literature - ancien. maquette edition (2003) ISBN 978-2-84304-247-8
- 삼포가는 길 Der Weg nach Samp'o (2000)
  - französische Übersetzung von Choi Mikyung und Jean-Noël Juttet: La Route de Sampo, Zulma; Literature - ancien. maquette edition (2002) ISBN 978-2-84304-185-3
- 오래된 정원 (2000)
  - deutsche Übersetzung von Oh Dong-sik: Der ferne Garten, München: dtv (2005) ISBN 978-3-423-24460-2
- 손님 (2001)
  - deutsche Übersetzung von Young Lie: Der Gast, München: dtv (2007) ISBN 978-3-423-24563-0
- Unkraut und andere Prosa, Edition Delta (2011)
- Ein Mensch wie du und ich, in: Koreanische Erzählungen, München: dtv (2005) ISBN 978-3-423-13381-4
- Vertraute Welt (2021) – Originaltitel: Natigeun Sesang, ET 2011 im Europa Verlag erschienen
- Dämmerstunde (2022) – Originaltitel: Haejil Muryeop, ET 2015, im Europa Verlag erschienen
- Die Lotosblüte (2021) – Originaltitel: Shim Chong – Yonkote Gil, ET 2003, im Europa Verlag erschienen

## Verfilmungen
- 숲과 늪 Wald und Sumpf (1975)
- 삼포가는 길 Der Weg nach Sampoo (1975)
- 어둠의 자식들 Kinder der Dunkelheit (1981)
- 장사의 꿈 Der Traum des Händlers (1985)
- 장길산 Changgilsan (2004)
- 오래된 정원 Der ferne Garten (2007)

## Auszeichnungen
- 1989: Manhae Literaturpreis
- 2000: Isan Literaturpreis
- 2000: Tanjae Preis
- 2001: Taesan Literaturpreis
- 2004: Künstler des Jahres Preis des Förderinstituts für Koreanische Kultur und Kunst
- 2004: Manhae Preis
- 2008: Mark of Respect Award